# 충무도서관
충무도서관은 경상남도 통영시 소재의 시립 도서관이다.

## 연혁
- 2013년 3월 7일 개관식

## 시설현황
- 2층:
- 1층:

## 이용 안내
이용 시간
휴관일
- 매주 금요일
- 법정공휴일